# Elsa Wagner

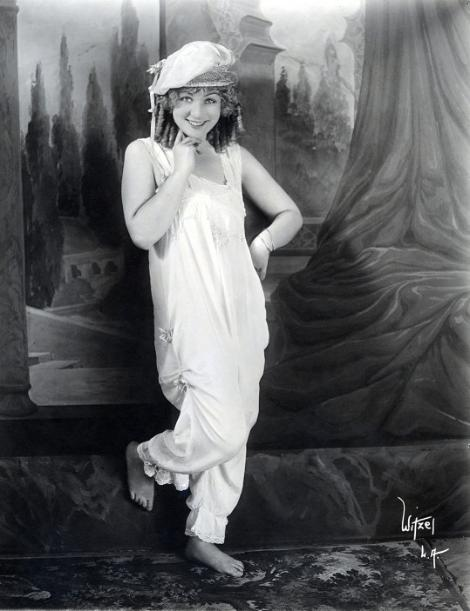
Elsa Wagner

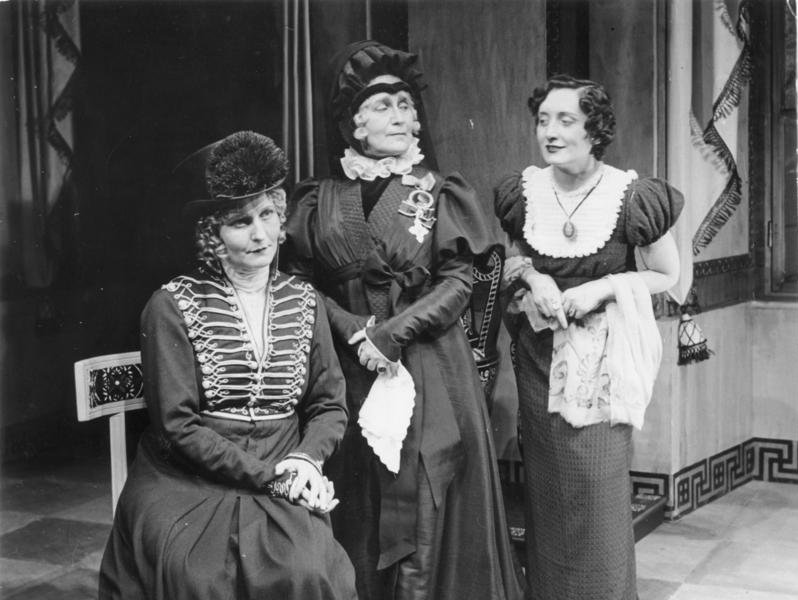
Emmy Sonnemann, Elsa Wagner und Herma Clement in einer Szene aus „Prinz von Preußen“ von Hans Schwarz im Staatl. Schauspielhaus, Regie Lothar Müthel (1935)

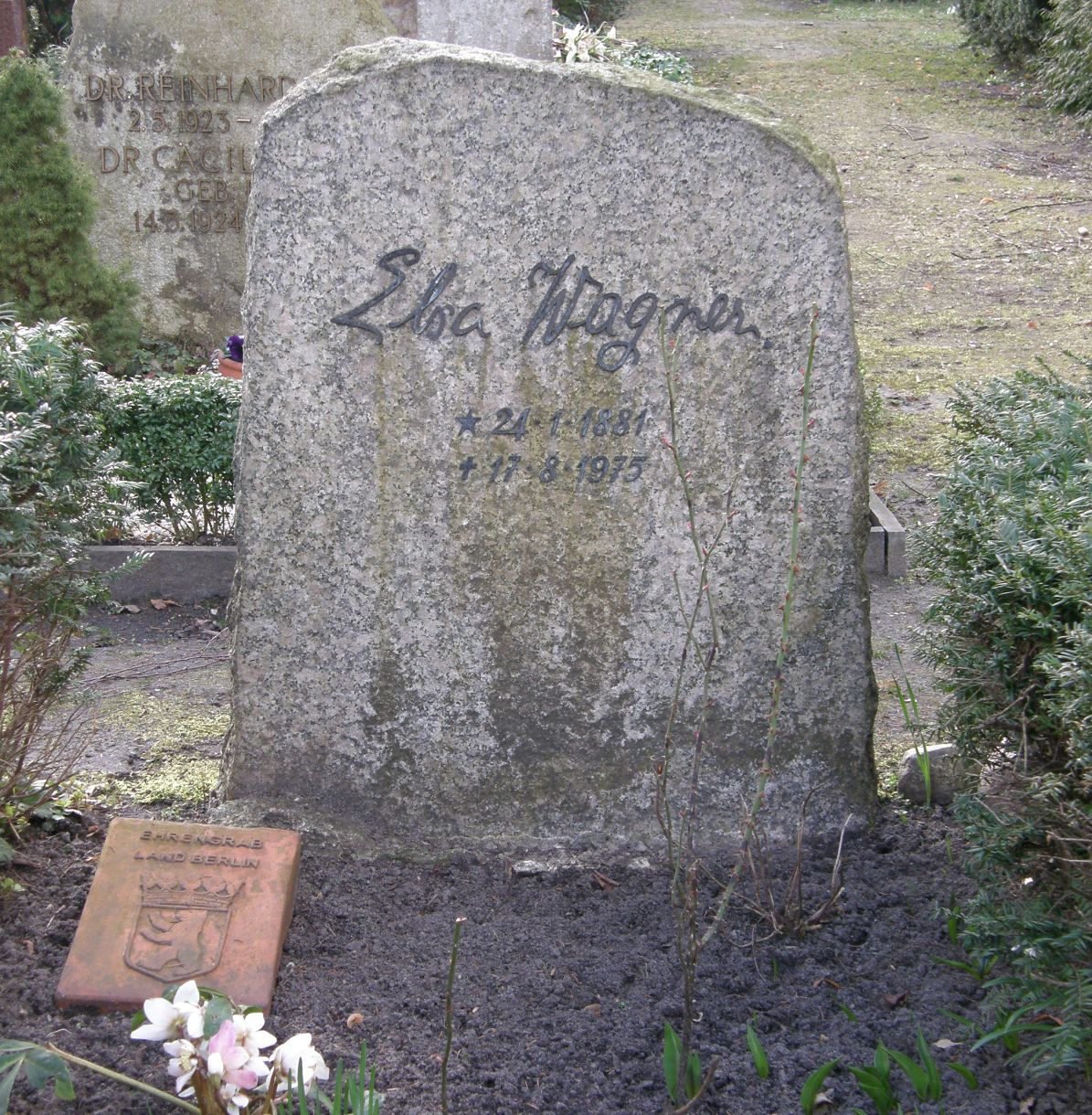
Grabstein mit Unterschrift Elsa Wagners

Elisabeth Karoline Auguste „Elsa“ Wagner  (später: Rühl; * 24. Januar 1881 in Reval, Estland, damals Russisches Kaiserreich; † 17. August 1975 in West-Berlin) war eine deutsche Film- und Theaterschauspielerin. Seit 1916 wirkte sie in mindestens 140 Spielfilmen mit.

## Leben
Zu ihrem in Reval befindlichen Elternhaus gehörte der historische Wehrturm Loewenschede-Turm. Elsa Wagner erhielt ihre schauspielerische Ausbildung bei Maria Spettini (1847–1904) in Sankt Petersburg und debütierte 1901 bei der deutschsprachigen Berliner Novitätenbühne. Mit dieser Wanderbühne bereiste sie das damalige Ost- und Westpreußen.
Danach erhielt Wagner Engagements an Bühnen in Heidelberg und Plauen. Von 1907 bis 1911 spielte sie am Residenztheater Hannover und von 1911 bis 1921 am Deutschen Theater Berlin. Von 1921 bis zum Ende des Zweiten Weltkriegs wirkte sie am Staatstheater Berlin, danach erneut am Deutschen Theater und ab 1951 am Schiller-Theater Berlin sowie am Schloßparktheater. Sie stand 1944 in der Gottbegnadeten-Liste des Reichsministeriums für Volksaufklärung und Propaganda.
Wagner spielte meist Nebenrollen, wie die Marthe Schwerdtlein oder die Amme in Faust, die Aase in Peer Gynt oder die Haushälterin in Die Verbannten nach James Joyce.
Auch im Film profilierte sich Wagner in zahlreichen Rollen als Nebendarstellerin. Zuletzt sah man sie in Fernsehproduktionen wie der Serie Jedermannstraße 11. Im Jahr 1966 erhielt sie das Filmband in Gold für langjähriges und hervorragendes Wirken im deutschen Film und 1971 die Ernst-Reuter-Plakette.
Elsa Wagner starb am 17. August 1975 in West-Berlin. Ihr Grab auf dem Friedhof Dahlem ist ein Ehrengrab des Landes Berlin.

## Filmografie (Auswahl)
- 1916: Das wandernde Licht
- 1917: Feenhände
- 1918: Der Rattenfänger
- 1918: Der fremde Fürst
- 1918: Der Fall Rosentopf
- 1919: Das Kabinett des Dr. Caligari
- 1919: Die lebende Tote
- 1919: Satanas
- 1919: Monica Vogelsang
- 1920: Von morgens bis mitternachts
- 1920: Die goldene Krone
- 1920: Das Mädchen aus der Ackerstraße, 2. Teil

- 1920: Die Marchesa d’Armiani
- 1920: Die Kwannon von Okadera
- 1921: Irrende Seelen
- 1922: Der brennende Acker
- 1922: Das Licht um Mitternacht
- 1923: Die Buddenbrooks
- 1923: I.N.R.I.
- 1924: Frühlingsfluten
- 1925: Die gefundene Braut
- 1926: Menschen untereinander
- 1926: Die Unehelichen
- 1926: Die Sporck’schen Jäger
- 1927: Der Meister von Nürnberg
- 1927: Was die Kinder ihren Eltern verschweigen
- 1927: Das Mädchen mit den fünf Nullen
- 1927: Violantha
- 1928: Lotte
- 1928: Die von der Scholle sind
- 1928: Luther – Ein Film der deutschen Reformation
- 1929: Ehe in Not
- 1929: Manolescu
- 1929: Frühlingsrauschen
- 1929: Das brennende Herz
- 1929: Atlantik
- 1929: Ich lebe für Dich
- 1931: Das Lied vom Leben
- 1931: Die Koffer des Herrn O.F.
- 1931: Der unbekannte Gast
- 1932: Drei von der Stempelstelle
- 1932: Die elf Schill’schen Offiziere
- 1933: Was wissen denn Männer
- 1933: Herthas Erwachen
- 1933: Morgenrot
- 1934: Gold
- 1934: Musik im Blut
- 1935: Barcarole
- 1935: Hundert Tage
- 1935: Das Mädchen Johanna
- 1935: Der Student von Prag
- 1936: Annemarie. Die Geschichte einer jungen Liebe
- 1936: Das Mädchen Irene
- 1936: Die Entführung
- 1936: Hans im Glück
- 1936: Moskau – Shanghai
- 1936: Moral
- 1937: Die göttliche Jette
- 1937; Das schöne Fräulein Schragg
- 1937: Ball im Metropol
- 1937: Gasparone
- 1937: Kapriolen
- 1937: Unternehmen Michael
- 1938: Der Spieler
- 1938: Großalarm
- 1938: Tanz auf dem Vulkan
- 1938: Pour le Mérite
- 1938: Du und ich
- 1939: Die Geliebte
- 1939: Der Florentiner Hut
- 1939: Ihr erstes Erlebnis
- 1939: Der singende Tor
- 1939: La casa lontana (italienische Fassung von Der singende Tor)
- 1940: Lauter Liebe
- 1940: Traummusik
- 1940: Hänsel und Gretel
- 1940: Ritorno
- 1940: Achtung! Feind hört mit!
- 1940: Was wird hier gespielt?
- 1941: Die Kellnerin Anna
- 1941: Heimkehr
- 1941: Ein Windstoß
- 1942: Liebeskomödie
- 1942: Der große Schatten
- 1943: Ich werde dich auf Händen tragen
- 1944: Die Zaubergeige
- 1944: Ein schöner Tag
- 1944: Die Hochstaplerin
- 1944: Das Leben ruft
- 1944/48: Eine reizende Familie
- 1944/49: Die Nacht der Zwölf
- 1944/50: Mein Herz gehört Dir
- 1945: Sag’ die Wahrheit (unvollendet)
- 1946: Sag’ die Wahrheit
- 1947: … und über uns der Himmel
- 1947: Kein Platz für Liebe
- 1947: Wozzeck
- 1949: Figaros Hochzeit
- 1949: Anonyme Briefe
- 1953: Liebeserwachen
- 1953: Die Stärkere
- 1953: Christina
- 1954: Ännchen von Tharau
- 1955: Vor Gott und den Menschen
- 1958: Ihr 106. Geburtstag
- 1959: La Paloma
- 1959: Verbrechen nach Schulschluß
- 1960: Liebling der Götter
- 1960: Das Spukschloß im Spessart
- 1964: Emil und die Detektive
- 1964: Das Ungeheuer von London-City
- 1966/1968: Wilhelmina
- 1969: Dr. med. Fabian – Lachen ist die beste Medizin
- 1971: Unser Willi ist der Beste
- 1973: Der Fußgänger

## Theater
- 1930: David Kalisch: 100000 Taler – Regie: Emil Rameau (Schillertheater Berlin)
- 1930: George Ciprian: Der Mann mit dem Klepper (Alte Frau) – Regie: Ernst Legal (Schillertheater Berlin)
- 1933: Johann Wolfgang von Goethe: Faust. Der Tragödie zweiter Teil – Regie: Gustav Lindemann (Staatliches Schauspielhaus Berlin)
- 1936: Wolfgang Goetz: Der Ministerpräsident – Regie: Richard Weichert (Staatstheater – Kleines Haus Berlin)
- 1937: Paul Apel: Hans Sonnenstössers Höllenfahrt – Regie: Gustaf Gründgens (Staatstheater – Schauspielhaus Gendarmenmarkt)
- 1939: Gerhart Hauptmann: Die Tochter der Kathedrale – Regie: Wolfgang Liebeneiner (Staatstheater – Schauspielhaus Gendarmenmarkt)
- 1939: Paul Armont/Léopold Marchand: Bridgekönig – Regie: Wolfgang Liebeneiner (Staatstheater – Kleines Haus Berlin)
- 1943: Wilhelm Utermann: Kollege kommt gleich (Haushälterin) – Regie: Viktor de Kowa (Staatstheater – Lustspielhaus Berlin)
- 1943: Juliane Kay: Vagabunden (Mademoiselle Belet) – Regie: Helmut Käutner (Staatstheater – Kleines Haus Berlin)
- 1945: Molière: Schule der Frauen (Catherine) – Regie: Paul Bildt (Deutsches Theater Berlin)
- 1946: Carl Sternheim: Der Snob (Luise Maske) – Regie: Fritz Wisten (Deutsches Theater Berlin)
- 1946: Friedrich Schiller: Kabale und Liebe – Regie: Gustav von Wangenheim (Deutsches Theater Berlin)
- 1947: Molière Tartuffe – Regie: Willi Schmidt (Deutsches Theater Berlin – Kammerspiele)
- 1947: William Shakespeare: Romeo und Julia – Regie: Willi Schmidt (Deutsches Theater Berlin)
- 1948: Alexander Ostrowski: Wölfe und Schafe (Gutsherrin) – Regie: Ernst Legal (Deutsches Theater Berlin)
- 1949: Molière: Der Geizige (Frosine, Kupplerin) – Regie: Willi Schmidt (Deutsches Theater Berlin)
- 1949: Anton Tschechow: Die Möwe (Maschas Mutter) – Regie: Willi Schmidt (Deutsches Theater Berlin – Kammerspiele)
- 1950: Richard Brinsley Sheridan: Die Lästerschule (Frau Aufricht) – Regie: Aribert Wäscher (Deutsches Theater Berlin – Kammerspiele)
- 1952: Jean Giraudoux: Intermezzo – Regie: Willi Schmidt (Schlosspark Theater Berlin)
- 1953: Georg Kaiser: Kolportage – Regie: Franz Reichert (Schlosspark Theater Berlin)
- 1953: Eduardo de Filippo: Philomena Marturano – Regie: Boleslaw Barlog (Schlosspark Theater Berlin)
- 1954: Georg Kaiser: Die Bürger von Calais – Regie: Karl-Heinz Stroux (Schlosspark Theater Berlin)
- 1956: Leopold Ahlsen: Philemon und Baukis – Regie: Albert Bessler (Schlosspark Theater Berlin)
- 1956: Federico García Lorca: In seinem Garten liebt Don Perlimplin Belisa – Regie: Hans Lietzau (Schlosspark Theater Berlin)
- 1956: Henrik Ibsen: Peer Gynt – Regie: Heinrich Koch  (Schillertheater Berlin)
- 1957: Ray Lawler: Der Sommer der siebzehnten Puppe – Regie: Hans Lietzau (Schlosspark Theater Berlin)
- 1957: Hans Henny Jahnn:  Thomas Chatterton – Regie: Willi Schmidt (Schlosspark Theater Berlin)
- 1958: Ezra Pound nach Sophokles: Die Frauen von Trachis – Regie: Hans Lietzau (Schillertheater Berlin)
- 1959: Jean Giraudoux: Die Irre von Chaillot – Regie: Willi Schmidt (Schillertheater Berlin)
- 1959: Bertolt Brecht/Kurt Weill: Die Dreigroschenoper – Regie: Hans Lietzau (Schlosspark Theater Berlin)
- 1959: Tennessee Williams: Süßer Vogel Jugend – Regie: Hans Lietzau (Schillertheater Berlin)
- 1959: Anton Tschechow: Onkel Wanja – Regie: Boleslaw Barlog (Schlosspark Theater Berlin)
- 1960: William Saroyan: Die Pariser Komödie – Regie: Boleslaw Barlog (Schlosspark Theater Berlin)
- 1962: Harold Pinter: Der amerikanische Traum – Regie: Boleslaw Barlog (Schillertheater Berlin – Werkstatt)
- 1962: Jean Giraudoux: Amphitryon 38 – Regie: Willi Schmidt (Schlosspark Theater Berlin)
- 1963: Frank Wedekind: Der Marquis von Keith – Regie: Rolf Henniger (Schillertheater Berlin)
- 1965: Bertolt Brecht: Leben des Galilei – Regie: Hansjörg Utzerath (Schillertheater Berlin)
- 1967: Brian Friel: Verliebte – Regie: Helge Thoma (Schillertheater Berlin)
- 1967: Federico García Lorca: Bernarda Albas Haus – Regie: Alfréd Radok (Schlosspark Theater Berlin)
- 1971: Carl Zuckmayer: Katharina Knie – Regie: Wolf Dietrich (Schillertheater Berlin)
- 1973: James Joyce: Verbannte – Regie: Willi Schmidt (Schlosspark Theater Berlin)

## Hörspiele
- 1950: Jacques Roumain: Herr über den Tau – Regie: Hanns Farenburg (Berliner Rundfunk)
- 1958: Dieter Meichsner: Auf der Strecke nach D. – Regie: Curt Goetz-Pflug (Hörspiel – SFB)